# Zapiski oficera Armii Czerwonej
Zapiski oficera Armii Czerwonej (od 17 września 1939 roku) – powieść Sergiusza Piaseckiego wydana po raz pierwszy w 1957 w Londynie nakładem wydawnictwa GRYF. Satyra ta opisuje pobyt oficera Armii Czerwonej Michaiła Zubowa na okupowanej przez Sowietów, a później Niemców Wileńszczyźnie, widziany jego oczami. 
Pisanie powieści trwało od maja 1946. Książka odtworzona została przez autora z pamięci oraz notatek. O jej napisaniu Piasecki myślał już w 1940.

## Forma i treść
Ta groteskowa powieść napisana została w formie pamiętnika prowadzonego od 22 września 1939 do 1 stycznia 1945, który zostaje dedykowany (w zależności od sytuacji politycznej) Stalinowi, Hitlerowi, Churchillowi, Sikorskiemu i Raczkiewiczowi i znów Stalinowi. Styl nawiązuje do składni i formułowania zdań typowego w języku rosyjskim. 
Akcja rozgrywa się w Wilnie, w Lidzie i okolicach.
Powieść jest przede wszystkim psychologicznym obrazem typowego przedstawiciela mentalności sowieckiej w czasach stalinowskich, który nie potrafi zdobyć się na samodzielne myślenie, człowieka o zachowaniu zmechanizowanym i opartym na strachu, posłuszeństwie, ideologii bolszewickiej oraz nienawiści do wyimaginowanych „burżuazyjnych” wrogów. Jednocześnie powieść przedstawia obraz sytuacji ludności polskiej na Wileńszczyźnie i Grodzieńszczyźnie w latach II wojny światowej.

## Bohater
Autor pamiętnikarskich zapisków, mający o sobie niezwykle wysokie mniemanie Michaił Zubow, oficer sowiecki i członek Komsomołu to w rzeczywistości prosty, poddany propagandowej indoktrynacji żołnierz z kołchozu spod Moskwy, wielbiciel Stalina, który po zajęciu przez Sowietów 17 września 1939 roku części Polski próbuje pogodzić oficjalną komunistyczną propagandę z zastaną na Kresach rzeczywistością. W zależności od obowiązujących w danym momencie sojuszy, oprócz Stalina wielbi też jego sojuszników, najpierw Hitlera, a potem przywódców państw alianckich. 
Pierwowzorem lejtnanta Zubowa był syn wyższego oficera wychowany w Leningradzie, którego Sergiusz Piasecki spotkał w 1940. W czasie rozmów z nim autor dostrzegł zmechanizowany umysł żołnierza, który, choć uważał się za człowieka wykształconego, nie potrafił myśleć w sposób inny niż ten, którego go nauczyła sowiecka szkoła.